# نورائی
نورائی یک نام خانوادگی است که در زبان عربی و فارسی استفاده می شود افراد سرشناس با این نام از این قرارند:
- ناصر نورایی یکی از قهرمانان و پیشکسوتان فوتبال ایران
- بهرام نورائی یکی از خوانندگان موسیقی رپ ایران
- علی‌رام نورایی بازیگر سینما و مجری ایرانی